# Gymnocalycium kroenleinii
Gymnocalycium kroenleinii ist eine Pflanzenart in der Gattung Gymnocalycium aus der Familie der Kakteengewächse (Cactaceae). Das Artepitheton kroenleinii ehrt Marcel Kroenlein (1928–1994), den langjährigen Direktor des Jardin Exotique de Monaco.

## Beschreibung
Gymnocalycium kroenleinii wächst einzeln mit hellgrünen, bräunlich rosafarben überhauchten, abgeflacht kugelförmigen Trieben, die Durchmesser von bis zu 6 Zentimeter erreichen und eine kurze Rübenwurzel ausbilden. Die acht bis zehn Rippen sind quer gekerbt und in auffällige, 7 mm lange, kinnartige Höcker gegliedert. Die pfriemlichen, unregelmäßig gebogenen Dornen sind braungrau und an ihrer Basis braun. Es ist ein einzelner, bis zu 2 Zentimeter langer Mitteldorn vorhanden, der auch fehlen kann. Die sieben bis neun (selten ab drei) Randdornen sind anliegend bis abstehend und bis zu 1,7 Zentimeter lang. Einer von ihnen ist abwärts gerichtet und etwas länger, die übrigen seitwärts.
Die kurz und breit trichterförmigen, rosafarbenen oder weißlichen Blüten erreichen eine Länge von bis zu 3 Zentimeter und einen ebensolchen Durchmesser. Die Staubfäden sind rosa, Griffel und Narben weiß. Das kegelförmige Perikarpell ist 7 mm lang und 5 mm breit. Die kugelförmigen, zu den Enden hin etwas verjüngten, violetten bis rosagrauen Früchte weisen einen Durchmesser von bis zu 1,2 Zentimeter auf. Sie springen senkrecht auf und enthalten topfförmige, matt-schwarze Samen mit großem Hilum und einer Größe von 1,2 bis 1,4 mm Länge und 1,0 bis 1,2 mm Dicke.
Die Vermehrung kann nur durch Aussaat erfolgen, da die Art nicht sprosst.

## Verbreitung, Systematik und Gefährdung
Gymnocalycium kroenleinii ist in der argentinischen Provinz La Rioja in der Sierra de Malanzán auf etwa 1250 bis 1450 m Höhe auf steinigem Untergrund verbreitet.
Die Erstbeschreibung erfolgte im Jahr 2000 durch Roberto Kiesling, Walter Rausch und Omar Ferrari.
In der Roten Liste gefährdeter Arten der IUCN wird die Art als „Least Concern (LC)“, d. h. als nicht gefährdet geführt.

## Nachweise